# Kościół Chrystusa Kapłana w Radomiu
Kościół Chrystusa Kapłana w Radomiu – rzymskokatolicki kościół parafialny należący do parafii pod tym samym wezwaniem (dekanat Radom-Południe diecezji radomskiej).
Jest to drewniana świątynia wzniesiona i oddana do użytku na placu budowy przyszłego Wyższego Seminarium Duchownego w Radomiu bez pozwolenia władz komunistycznych 22 lipca 1988 roku, dzięki staraniom księdza Stanisława Pietruchy. Wybudowanie świątyni na tym placu przyczyniło się do zachowania tego terenu dla celów kościelnych. Kościół służył na początku jako kościół filialny parafii pod wezwaniem Miłosierdzia Bożego w Radomiu. W 1989 roku korzystali z niego alumni mieszkający w budującym się gmachu seminarium. Świątynia funkcjonowała również jako rektorska, pozostając pod opieką rektora Wyższego Seminarium Duchownego. Od 25 kwietnia 1999 roku budowla pełni funkcję samodzielnego kościoła parafialnego. W latach 2013–2014 dzięki staraniom księdza Mariusza Wincewicza oraz parafian został przeprowadzony remont świątyni.